# Liste von Persönlichkeiten aus Castro TI
Diese Liste enthält in Castro geborene Persönlichkeiten und solche, die in Castro ihren Wirkungskreis hatten, ohne dort geboren zu sein. Die Liste erhebt keinen Anspruch auf Vollständigkeit.

## Persönlichkeiten
(Sortierung nach Geburtsjahr)
- Familie Biucchi. [1]
  - Gian Giacomo Biucchi (* 3. Februar 1664 in Castro; † ? in Rom?), Architekt, Maler[1]
  - Carlo Antonio Biucchi (* 9. August 1667 in Castro; † nach 1732 in Disentis), Jesuit, Architekt, Maler, von ihm stammen Fresken in mehreren Kirchen des Kanton Tessins und in Disentis[1][2]
  - Carlo Giuseppe Biucchi (Klostername Bonaventura) (* 23. Februar 1674 in Castro; † nach 1732 in Rom ?), Architekt, Maler[3][2]
  - Giovanni Giacomo Biucchi (* um 1671 in Castro; † nach 1732 ebenda ?), Maler[1][2]
  - Carlo Martino Biucchi (* 1702 in Mailand ?; † nach 1772 in Castro), Kunstmaler tätig vor allem in den drei Ambrosianische-Tälern, schuf Sakrale Kunst und künstlerische Dekoration von Gebäuden[2][4]
  - Basilio Maria Biucchi (1908–1983), Redakteur, Professor für Ökonomie an der Universität Freiburg (Schweiz)

- Familie Bolla. [5][6]

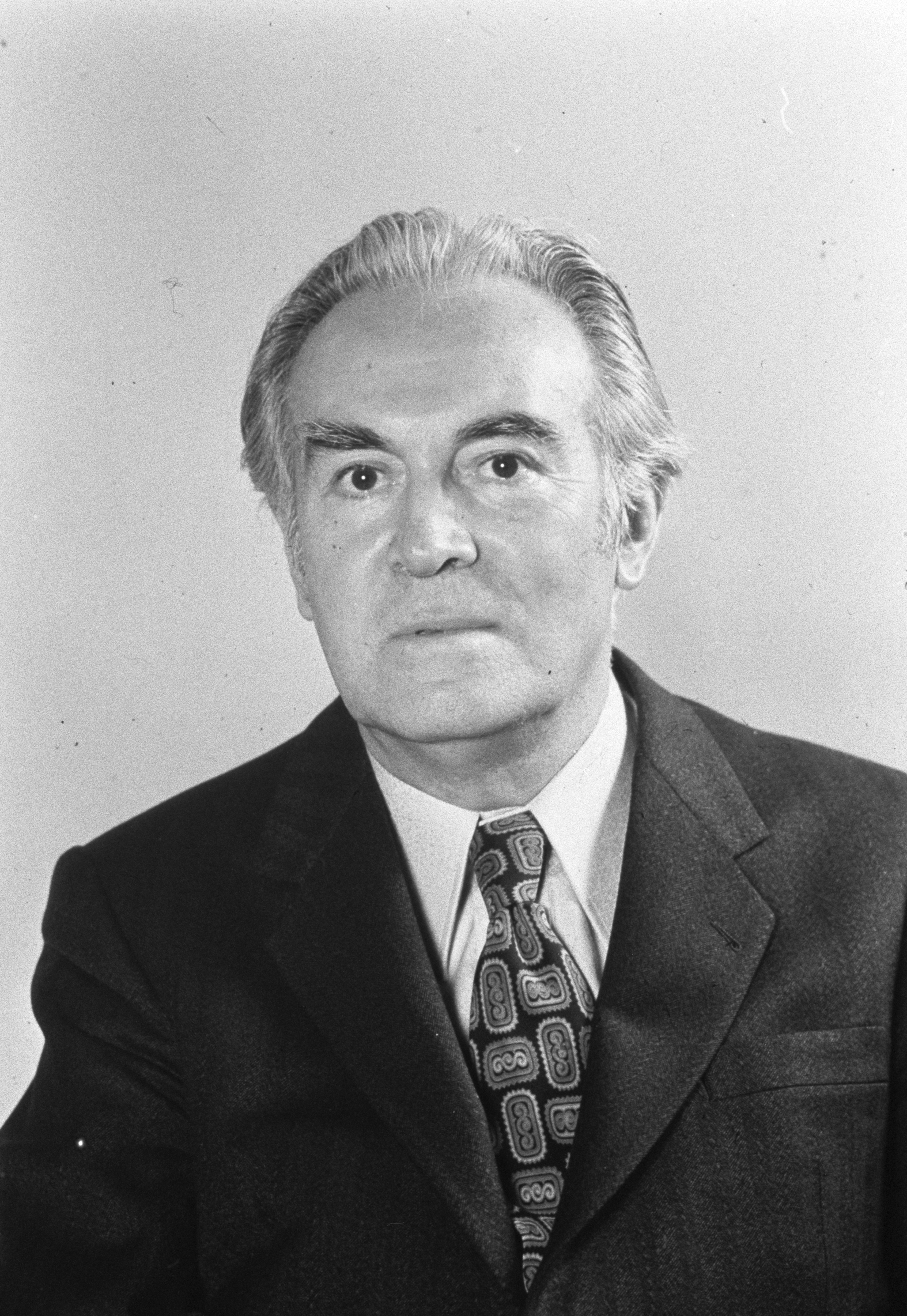
Ferruccio Bolla (1911–1984)

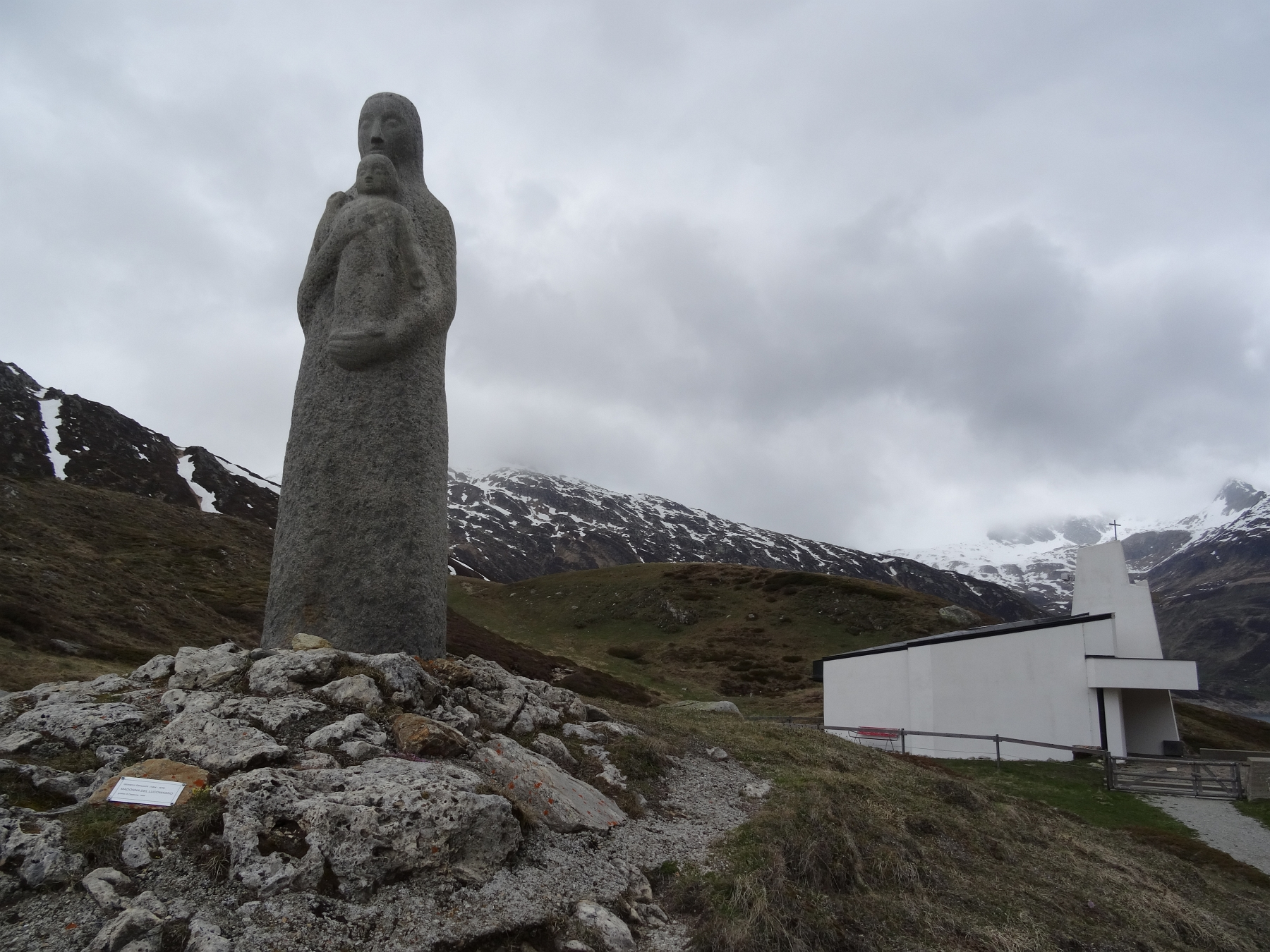
Giovanni Genuchi: Madonna del Lucomagno. Lukmanierpass, 1956.

  - Giovanni Antonio Bolla (* 1410 in Castro; † nach 1450 ebenda), Advokat und Notar[6]
  - Giovanni Antonio Bolla (* um 1550 in Castro; † nach 1590 ebenda), Statthalter des Vogts von Blenio
  - Giovanni Giacomo Bolla (* um 1580 in Castro; † nach 1632 ebenda), Statthalter des Vogts von Blenio[6]
  - Pietro Bolla (* um 1770 in Castro; † nach 1813 ebenda), Pfarrer und Prior, Tessiner Grossrat[6]
  - Luigi Bolla (* 24. Dezember 1813 in Olivone; † 27. Januar 1877 ebenda), Politiker[7]
  - Cesare Bolla (* 19. April 1848 in Olivone; † 5. Februar 1922 in Bellinzona), Ingenieur und Politiker[8]
  - Plinio Bolla (1859–1896), Politiker der FDP.Die Liberalen, Gemeindepräsident von Olivone, Tessiner Grossrat und Nationalrat
  - Arnaldo Bolla (1885–1942), Rechtsanwalt und Notar, Tessiner Grossrat, Nationalrat und Ständerat
  - Ines Bolla (1886–1953), Sekundarlehrerin, Direktorin der der Frauenberufsschule in Lugano, Politikerin der FDP und Gründerin des Lyceum-Clubs der italienischen Schweiz
  - Fulvio Bolla (1892–1946), Lehrer und Journalist, Politiker (FDP), Direktor der Tageszeitung Gazzetta Ticinese, Tessiner Grossrat und Staatsrat
  - Plinio Bolla (1896–1963), Anwalt, Professor an der Universität Pavia, Politiker der FDP und Bundesrichter und Präsident der Schweizerischen Juristenvereinigung
  - Ferruccio Bolla (1911–1984), Anwalt, Politiker, Stadtrat von Bellinzona und Tessiner Ständerat
  - Arnaldo Bolla (* 1942 in Bellinzona; † 5. Januar 2020 in Lugano), Anwalt und Notar, ehemalige Präsident der Federazione svizzera degli avvocati, wohnte in Gentilino[9]
  - Stefano Bolla (1946), Anwalt, Notar in Lugano (Studio Bolla-Bonzanigo e Associati, Collegal), Lokalhistoriker und Publizist.

- Familie Genucchi. [10]
  - Giovanni Genucchi (* um 1570 in Castro; † nach 1614 ebenda), Vogtstatthalter des Bleniotals 16Ì4[10]
  - Davide Genucchi (* um 1650 in Castro; † nach 1696 ebenda), er liess 1696 mit Carlo Biucchi die Kirche Sant’Antonio bei Castro bauen[10]
  - Giovanni Genucchi (1904–1979) (Bürgerort Castro TI), Bildhauer, Holzschnitzler schuf Porträts, Figuren, insbesondere weibliche, und religiöse Themen